# Sargent-Fichte
Die Sargent-Fichte (Picea brachytyla) ist eine Pflanzenart aus der Familie der Kieferngewächse (Pinaceae). Sie ist in China, im nördlichen Myanmar, im nordöstlichen Indien sowie in Bhutan heimisch.

## Beschreibung

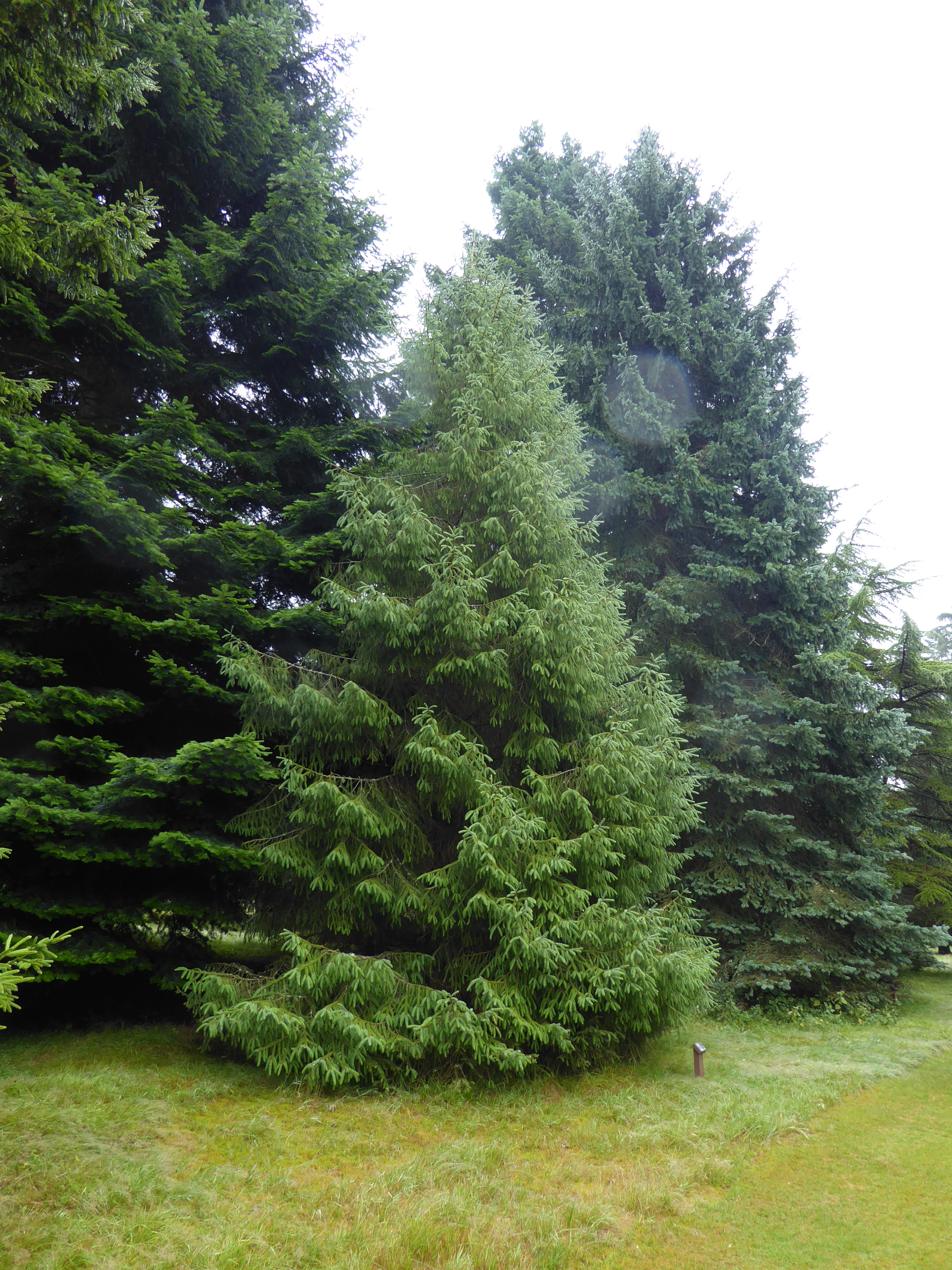
Sargent-Fichte (Picea brachytyla)

Die Sargent-Fichte wächst als immergrüner Baum, der Wuchshöhen von 30 bis 50 Metern und Brusthöhendurchmesser 1 bis 2 Metern erreichen kann. Die pyramidenförmige Krone wird mit zunehmendem Alter unregelmäßig zylindrisch. Die Zweige sind hängend. Die graue bis graubraune Borke ist der Länge nach in dicke, quadratische, durch Risse getrennte Platten unterteilt. Sie kann aber auch in unregelmäßig geformten Schuppen abblättern. Die Rinde der Zweige ist blassgelb bis bräunlich gelb und verfärbt sich mit dem Alter über bräunlich gelb bis braun hin zu einer grauen Färbung.
Die Winterknospen sind eiförmig bis konisch-eiförmig. Die geraden oder leicht gekrümmten, abgeflachten Nadeln werden 1 bis 2,5 Zentimeter lang und zwischen 1 und 1,5 Millimeter breit. Sie sind sowohl auf der Ober- als auch auf der Unterseite leicht gekielt und ihr Ende ist spitz zulaufend oder stachelspitzig. Auf der Blattoberseite findet man zwei weiße oder blasse Stomatabänder mit je fünf bis sieben Stomatalinien. Die Nadeln stehen leicht angedrückt an den Zweigoberseiten. An der unteren Seite sind sie abstehend bis annähernd kammförmig angeordnet.
Die Blütezeit der Sargent-Fichte erstreckt sich von April bis Mai und die Samen reifen von September bis Oktober. Die Zapfen sind bei einer Länge von 6 bis 12 Zentimetern und einer Dicke von 3 bis 4 Zentimetern länglich-eiförmig geformt. Sie sind anfangs grün oder rot- bis purpurbraun und verfärben sich zur Reife hin braun und können eine purpurnen Farbton aufweisen. Die Samenschuppen haben eine keilförmige Basis und sind bei einer Länge von 1,4 bis 2,2 Zentimetern und einer Breite von 1,1 bis 1,3 Zentimetern länglich verkehrt-eiförmig bis rautenförmig. Die äußeren Schuppenränder sind normalerweise zurückgebogen, können aber auch verlängert sein. Die Samen haben einen Flügel und werden zusammen mit diesem rund 1,2 Zentimeter groß.
Die Chromosomenzahl beträgt 2n = 24.

## Verbreitung und Standort
Das natürliche Verbreitungsgebiet der Sargent-Fichte erstreckt sich von China über den Norden Myanmars bis in den in Indien und Bhutan gelegenen Assam-Himalaya. In China umfasst das Verbreitungsgebiet das südliche Gansu, das südliche Shaanxi, das nordwestliche Hubei, Sichuan, das nordwestliche Yunnan sowie den südöstlichen Teil des Autonomen Gebiet Tibet.
Die Sargent-Fichte gedeiht in Höhenlagen von 1300 bis 3800 Metern. Die Art wächst in kühl-feuchten, durch das Monsunklima geprägten Wäldern an Berghängen, in Tallagen sowie in Flusstälern. Die jährlichen Niederschlagsmenge liegt je nach Standort zwischen 1000 und 2500 mm. Man findet sie vor allem auf graubraunen Podsolböden in Gebirgslagen. Mischbestände werden meist mit Tannen (Abies), mit der Chinesischen Lärche (Larix potaninii), der Likiang-Fichte (Picea likiangensis) sowie mit verschiedenen Hemlocktannen (Tsuga) gebildet. Im westlichen Sichuan findet man die Art auch zusammen mit der Roten China-Birke (Betula albosinensis), strauchartig wachsenden Bambusarten sowie mit verschiedenen Rhododendren (Rhododendron).

## Nutzung
Das Holz findet als Konstruktionsholz sowie zur Herstellung von Flugzeugen, Maschinen und Zellstoff Verwendung. Die Sargent-Fichte dient der Wiederaufforstung.

## Systematik
Die Sargent-Fichte wird innerhalb der Gattung der Fichten (Picea) der Untergattung Picea und der Sektion Omorika zugeordnet.
Die Erstbeschreibung als Abies brachytyla erfolgte 1899 durch Adrien René Franchet in Journal de Botanique (Morot), Band 13(8), Seite 258. Ernst Georg Pritzel überführte die Art im Jahr 1900 in  Botanische Jahrbücher für Systematik, Pflanzengeschichte und Pflanzengeographie, Band 29(2), Seiten 216–217 als Picea brachytyla in die Gattung Picea.
Die Art wird in bis zu zwei Varietäten unterteilt:
- Picea brachytyla var. brachytyla ist die Nominatform. Sie hat eine längsrissige, graue Borke und die unreifen Zapfen sind grün. Sie kommt vom südöstlichen Tibet bis China vor.[4] Synonyme sind Picea pachyclada Patschke und Picea sargentiana Rehder & E. H. Wilson.[2]
- Picea brachytyla var. complanata (Masters) W.C. Cheng ex Rehder kommt von Arunachal Pradesh bis ins westliche Sichuan und ins nordwestlichen Yunnan vor.[4] Sie hat eine blassgraue bis graue, in unregelmäßigen Schuppen abblätternde Borke und die unreifen Zapfen sind rot- bis purpurbraun. Synonyma sind Picea complanata Masters, Picea ascendens Patschke und Picea brachytyla subsp. complanata (Mast.) Silba.[2]

## Gefährdung und Schutz
Sowohl die Sargent-Fichte als auch die Varietät Picea brachytyla var. complanata werden in der Roten Liste der IUCN als „gefährdet“ eingestuft. Als Hauptgefährundsgrund werden starke Holzschlägerungen genannt. Es wird jedoch bei beiden Einträgen darauf hingewiesen, dass eine erneute Überprüfung der Gefährdung notwendig ist.